# Barátka (hegy)
A Barátka (más néven Bratkivszka, ukránul: Братківська) hegy a Kárpátokban, az azonos nevű hegygerincen. 1788 méteres magasságával az Északkeleti-Kárpátokhoz tartozó Máramarosi-Verhovina (vagy Belső-Gorgánok) legmagasabb csúcsa. A gerincen tőle északnyugatra emelkedik a Godros (1758 m), a Durna (1705 m) és a Pántor (1213 m), keletre pedig a Fekete-ág (1719 m). Ukrajnában, az Kárpátalja és az Ivano-frankivszki terület határán található.
A hegy csúcsán egy háromszögelési pont és egy határkő áll.

## Történelem
A vízválasztó gerinc, melyen a hegy található, a történelmi Magyar Királyság határát is hordozta. Erre emlékeztet a csúcson álló határkő, melyen egykor „M” (Magyarország) és „P” (Polska, Lengyelország) betűk álltak.
A második világháború idején a hegygerincen magyar csenedőrök harcoltak az ejtőernyős szovjet partizánokkal.